# 哈桑·桃花石·博格达汗
哈桑·桃花石·博格达汗（Zarun Abu Ali Han，？—1102年），东喀喇汗第六任可汗，优素福·卡迪尔汗的孙子，苏莱曼·卡迪尔汗之子。
1057年，伊卜拉欣发动宫廷政变，杀害穆罕默德·博格达汗的长子侯赛音，1062年，伊卜拉欣汗阵亡後，他拥立他的叔父马赫穆德、堂兄奧瑪爾先后为可汗。奧瑪爾死後，哈桑·桃花石·博格达汗正式登基。是喀喇汗国最后的繁荣期。名著《福乐智慧》就产生在他统治期间，是玉素甫·哈斯·哈吉甫献给他的著作。据《宋史·于阗传》，1081年（宋神宗元丰四年），他遣部领阿辛致书宋朝，自称“于阗国偻㑩有福力量和文法黑汗王，书与东方日出处大世界田地主汉家阿舅大官家”。死于伊斯兰历496年（1102年10月15日—1103年10月4日）。他去世后，儿子阿黑马（阿赫马德·阿尔斯兰汗）继位。